# Cataphellia brodricii
Cataphellia brodricii is een zeeanemonensoort uit de familie Hormathiidae. Cataphellia brodricii werd voor het eerst wetenschappelijk beschreven door Gosse in 1859.

## Beschrijving
Een anemoon met een kleine mondschijf met ongeveer 100 korte tot matige tentakels. De kleur van de mondschijf en tentakels is lichtgrijs met fijne gele lijnen ingevoegd, de rest van het patroon is paarsbruin en wit. Er is geen variatie op het gebruikelijke patroon. De basis is breed en overschrijdt vaak de spanwijdte van de tentakels. De tentakels zijn gerangschikt in veelvouden van zes. De grootte is maximaal 50 mm over de basis

## Verspreiding
Cataphellia brodricii wordt gevonden in het uiterste zuidwesten van Engeland (Devon en Cornwall), als ook uit Noord-Frankrijk. In Ierland is hij bekend van Gasconane Sound in het zuidwesten en bij de Saltee Islands en Carnsore Point in het zuidoosten. Vrij lokaal, maar weinig beschrijvingen zijn waarschijnlijk te wijten aan de ongewone leefwijz van de soort in plaats van zeldzaamheid. De soort komt voor in de kelpzone aan de lagere kust of in het ondiepe sublitoraal, op gesteente, keien of stenen, vaak in sterke getijdenstromen en met zand geschuurde leefomgevingen. Vaak vastgehecht aan een rots onder een ondiepe laag zand, met alleen de mondschijf en tentakels die uitsteken; hierdoor is deze soort goed gecamoufleerd en moeilijk te vinden. De anemoon sluit zeer snel bij verstoring.